# 256 Walpurga
Walpurga /vælˈpɜːrɡə/ (định danh hành tinh vi hình: 256 Walpurga) là một tiểu hành tinh lớn ở vành đai chính. Ngày 3 tháng 4 năm 1886, nhà thiên văn học người Áo Johann Palisa phát hiện tiểu hành tinh Walpurga khi ông thực hiện quan sát ở Viên và đặt tên nó theo tên thánh Walpurga.